# Lịch sử hành chính Huế
Huế là một thành phố thuộc vùng Bắc Trung Bộ, miền Trung Việt Nam. Phía bắc giáp tỉnh Quảng Trị, phía nam giáp thành phố Đà Nẵng, phía đông giáp Biển Đông, phía tây giáp tỉnh Salavane và tỉnh Sekong của Lào. Lịch sử hành chính Huế (tên đến năm 2024 là tỉnh Thừa Thiên Huế) được xem bắt đầu vào năm 1945 với cuộc cải cách hành chính của Chính phủ Cách mạng lâm thời Việt Nam Dân chủ Cộng hòa, theo đó, tỉnh Thừa Thiên được thành lập trên cơ sở phủ Thừa Thiên cũ. Trước đó, phủ Thừa Thiên từng trực thuộc Kinh sư, giữ vai trò Trung ương của nhà Nguyễn trong 123 năm. Vào thời điểm hiện tại (năm 2025), thành phố Huế có 40 đơn vị hành chính cấp xã, gồm 21 phường và 19 xã.

## Lịch sử tiếp nhận Thuận Hóa
Theo sách Đại Nam nhất thống chí, nguyên xưa đây là đất Việt Thường. Thời Bắc thuộc, vùng này là nơi tranh chấp giữa chính quyền đô hộ phương Bắc và vương quốc Lâm Ấp (sau là Chiêm Thành). Khi quốc gia Đại Việt trỗi dậy, nhiều lần xung đột vũ trang với Chiêm Thành, dần dần kiểm soát vùng đất phía Bắc Chiêm Thành. Tuy nhiên, đến cuối thế kỷ 13, vùng này vẫn thuộc châu Ô và châu Lý thuộc đất Chiêm Thành.
Đầu thế kỷ 14, thông qua cuộc hôn nhân chính trị giữa quốc vương Chiêm Thành là Chế Mân và công chúa Đại Việt Huyền Trân, châu Ô và châu Lý được sáp nhập vào địa đồ Đại Việt như món quà sính lễ. Nhà Trần tiếp nhận vùng đất này và vào năm Hưng Long 15 (1307), đổi châu Ô thành Thuận Châu và châu Lý thành Hóa Châu, chiêu mộ lưu dân khai phá. Châu Thuận gần tương ứng với vùng Nam tỉnh Quảng Trị ngày nay, và châu Hóa chính là hầu hết tỉnh Thừa Thiên Huế và vùng Bắc tỉnh Quảng Nam ngày nay. Cuối đời Trần, phủ Thuận Hóa được lập, thống hạt 2 châu Thuận và châu Hóa, chia đất lập huyện. Châu Hóa bấy giờ có các huyện Sạ Lệnh, Bồ Đài, Bồ Lãng (tương ứng hầu hết với huyện Hương Trà nay), Lợi Bồng, Tư Dung, Thế Vinh (tương ứng hầu hết với huyện Phú Vang nay), Trà Kệ (gần tương ứng với huyện Phong Điền, Quảng Điền nay).
Thời thuộc Minh giữ nguyên phủ Thuận Hóa và chia lại các huyện. Năm 1421, hợp 2 huyện Lợi Bồng, Tư Dung vào huyện Thế Vang thành huyện Sĩ Vang. Ba huyện Sạ Lệnh, Bồ Đài, Bồ Lãng bị bãi, lệ hẳn vào châu.
Đầu đời Lê Thái Tổ, phủ Thuận Hóa được đổi làm lộ Thuận Hóa thuộc đạo Hải Tây. Năm Quang Thuận 10 (1469) đời Lê Thánh Tông định bản đồ toàn quốc, đặt thừa tuyên Thuận Hóa gồm 2 phủ Triệu Phong (tương đương phủ Thuận Hóa cũ) và Tân Bình (tương ứng vùng Quảng Bình ngày nay). Phủ Triệu Phong bấy giờ gồm 6 huyện Kim Trà (tương ứng với các huyện Sạ Lệnh, Bồ Đài, Bồ Lãng trước đây), Đan Điền (tức huyện Trà Kệ trước đây), Hải Lăng, Võ Xương, Tư Vang (tức huyện Sĩ Vang trước đây), Điện Bàn; và 2 châu Sa Bồi, Thuận Bình. Phần đất Thừa Thiên Huế ngày nay thuộc 3 huyện Kim Trà, Đan Điền và Tư Vang nằm trong phủ Triệu Phong.

## Sự hình thành Đô thành Phú Xuân
Khi vào trấn thủ đất Thuận Hóa và Quảng Nam, Nguyễn Hoàng đặt trấn dinh (còn gọi là Chính dinh) ở Ái Tử (nay thuộc huyện Triệu Phong, Quảng Trị). Các đời chúa Nguyễn sau, di chuyển Chính dinh lần lượt đến xã Phúc Yên (nay thuộc huyện Quảng Điền, Thừa Thiên Huế); xã Kim Long (nay thuộc huyện Hương Trà, Thừa Thiên Huế). Huyện Kim Trà cũng được đổi thành Hương Trà, Tư Vang thành Phú Vang, Võ Xương thành Đăng Xương. Riêng huyện Điện Bàn được thăng làm phủ, đổi sang thuộc trấn Quảng Nam.
Năm 1687, chúa Nguyễn Phúc Thái dời Chính dinh đến xã Phú Xuân. Sau khi Vũ vương Nguyễn Phúc Khoát chính thức xưng vương (tháng 5 năm 1744), bắt đầu gọi chính dinh Phú Xuân là Đô thành.
Khi nhà Nguyễn suy yếu, chúa Trịnh cho quân đánh chiếm trấn Thuận Hóa, đổi làm xứ Thuận Hóa. Khi Tây Sơn nổi lên, đánh đuổi quân Trịnh, lấy lại được đất Thuận Hóa, Nguyễn Huệ được phong là Bắc Bình vương, sau xưng hiệu là Quang Trung hoàng đế, cũng đóng đô Phú Xuân.
Năm Tân Dậu 1801, chúa Nguyễn Phúc Ánh thu lại được Phú Xuân, đặt làm Đô thành; đồng thời tách 3 huyện Hương Trà, Quảng Điền và Phú Vang thuộc phủ Triệu Phong, đặt làm dinh Quảng Đức. Năm Gia Long 5 (1806), đặt 2 dinh Quảng Đức và Quảng Trị thêm 2 chữ "trực lệ" ở trước để nói trực thuộc Kinh sư. Kinh thành Phú Xuân cũng được xây dựng lại bề thế, nằm trên đất của 8 làng Phú Xuân, Vạn Xuân, Diễn Phái, Thế Lại, An Vân, An Hòa, An Bửu và An Mỹ. Việc xây dựng kéo dài từ năm 1805 đến 1832 mới hoàn thành.

## 123 năm phủ Thừa Thiên
Năm 1822, Minh Mạng đổi dinh Quảng Đức làm phủ Thừa Thiên (bỏ 2 chữ "trực lệ"), năm sau đặt các chức Đề đốc (coi việc quân sự), Phủ doãn, Phủ thừa (coi việc hành chính). Năm 1827, dinh Quảng Trị tách khỏi trực lệ phủ Thừa Thiên, đặt thành trấn Quảng Trị. Tên gọi Thừa Thiên được đặt theo tên của phường Thừa Thiên, một phường thuộc địa phận Kinh thành Huế lúc bấy giờ và là nơi đặt phủ đường Thừa Thiên (trước đó là nơi đặt dinh Quảng Đức).
Trong 2 năm 1831-1832, nhà Nguyễn thực hiện cuộc cải cách hành chính, thống nhất địa hạt thành các tỉnh, trực thuộc thẳng vào Trung ương. Riêng phủ Thừa Thiên do có vị trí trực thuộc kinh sư, nên dù vẫn đặt cấp phủ hạt, vẫn được xem là tương đương cấp tỉnh.
Năm 1835, đất 5 tổng thuộc huyện Hương Trà, 6 tổng thuộc huyện phú Vang và 2 tổng của huyện Quảng Điền được tách ra để lập các huyện Hương Thủy, Phú Lộc và Phong Điền. Các huyện mới lập đều thuộc phủ Thừa Thiên.
Năm Tự Đức 6 (1853), tỉnh Quảng Trị bị hạ xuống làm đạo Quảng Trị, đặt thuộc phủ Thừa Thiên. Đạo Quảng Trị bấy giờ gồm 5 huyện (Hải Lăng, Đăng Xương, Minh Linh, Địa Linh và Thành Hóa) và 9 châu (Mường Vang, Na Pôn, Thượng Kế, Tầm Bồn, Mường Bổng, Ba Lan, Tá Bang, Xương Thịnh và Làng Thìn). Tuy nhiên, đến năm Tự Đức 29 (1876), đạo Quảng Trị được tách khỏi sự thống hạt của phủ Thừa Thiên, thăng lên hành tỉnh. Phủ Thừa Thiên chỉ còn lại đất Kinh sư và 6 huyện. Cơ cấu hành chính này của phủ Thừa Thiên hầu như được giữ nguyên cho đến tận năm 1945.
Sau khi nắm được quyền kiểm soát Đại Nam, chính quyền thực dân Pháp đẩy nhanh tiến độ đô thị hóa các thủ phủ để tạo điều kiện cho quá trình thực dân khai thác thuộc địa. Dưới tác động của chính quyền thực dân, ngày 12 tháng 7 năm 1899, vua Thành Thái đã ban Dụ thành lập thị xã Huế (Centre urbain de Hué). Ranh giới thị xã được xác lập xen giữa Kinh thành bao gồm các vùng phụ cận quanh kinh thành và dải đất dọc theo bờ nam sông Hương, tức là trục đường Lê Lợi nối từ cầu Ga đến Đập Đá ngày nay. Dụ này được Toàn quyền Đông Dương chuẩn y vào ngày 30 tháng 8 năm 1899.
Những năm sau đó, thị xã Huế có ba lần mởt rộng ranh giới về phía Nam sông Hương theo các Dụ ngày 22 tháng 6 năm 1903 của vua Thành Thái, ngày 9 tháng 5 năm 1908 của vua Duy Tân và ngày 21 tháng 11 năm 1921 của vua Khải Định. Bấy giờ, thị xã Huế được phân làm 9 phường gồm: Đệ Nhất, Đệ Nhị, Đệ Tam, Đệ Tứ, Đệ Ngũ, Đệ Lục, Đệ Thất, Đệ Bát và Đệ Cửu. Mặc dù vậy, việc phân chia này chỉ trên danh nghĩa, vì các phần đất đai và dân cư ngoài kinh thành Huế vốn thuộc địa phận làng nào của huyện Hương Trà, Hương Thủy hay Phú Vang thì đều do các huyện ấy cai quản.
Mãi đến ngày 12 tháng 12 năm 1929, cựu Khâm sứ Trung Kỳ, Toàn quyền Đông Dương Pierre Marie Antoine Pasquier là quyết định công nhận thị xã Huế là thành phố đô thị loại 3 (Commune de Hué), đồng thời xác lập bộ máy hành chính của thành phố đứng đầu là một viên Đốc lý do Công sứ Pháp ở phủ Thừa Thiên kiêm nhiệm, điều hành mọi công việc quản trị hành chính. Giúp việc cho Đốc lý có Phó đốc lý đồng thời là Phó công sứ. Ngoài ra còn có một Hội đồng thành phố được thành lập, cũng do viên Đốc lý người Pháp làm Chủ tịch. Năm 1933, Bảo Đại ra Sắc lệnh số 41, chuẩn y việc chỉnh đốn công tác quản lý và điều hành thành phố Huế. Chức danh đứng đầu thành phố gọi là Bang tá, ngang hàng Tri huyện trong phẩm hàm quan lại người Việt, nhưng trên thực tế, mọi việc vẫn phụ thuộc vào viên đốc lý là Công sứ Pháp ở Thừa Thiên.
Kể từ năm 1935, thành phố Huế mới chính thức trở thành đơn vị hành chính độc lập, không còn tình trạng nhập nhằng địa giới xen với các huyện Hương Trà, Hương Thủy; phần đất nào thuộc các phường thì sáp nhập hẳn vào thành phố quản lý. Vào thời điểm đó, trong Thành nội tức khu vực kinh thành (trừ Đại nội) gồm có 10 phường: Tây Lộc, Tây Linh, Trung Hậu, Phú Nhơn, Vĩnh An, Thái Trạch, Trung Tích, Huệ An, Thuận Cát, Tri Vụ. Ngoài kinh thành và nam sông Hương có 11 phường gồm: phường Phú Bình, Phú Thịnh, Phú Hòa, Phú Hội, Phú Nhuận, Phú Vĩnh, Phú Ninh, Phú Cát, Phú Mỹ, Phú Thọ và Phú Hậu. Tổng cộng thành phố Huế có 21 phường.
Như vậy, kể từ năm 1929 đến 1945, vùng đất Thừa Thiên Huế cùng một lúc có ba tổ chức hành chính gồm Kinh sư do Đề đốc Kinh thành của triều đình trông coi, phủ Thừa Thiên có Phủ doãn cai quản và thành phố Huế đứng đầu là Đốc lý thành phố do Công sứ Pháp ở Thừa Thiên kiêm nhiệm. Trên thực tế, trừ khu vực Kinh thành, Công sứ Pháp ở Thừa Thiên mới thực sự là người nắm quyền cai trị hành chính trong toàn phủ Thừa Thiên.

## Giai đoạn 1945 - 1954

### Về phíaViệt Nam Dân chủ Cộng hòa
Sau khi Cách mạng tháng 8 thành công, Chính phủ Cách mạng lâm thời Việt Nam Dân chủ Cộng hòa thực hiện cải cách hành chính trên toàn cõi Việt Nam. Về cấp khu vực, vẫn tạm thời duy trì hệ thống hành chính theo vùng, đổi gọi là Bắc Bộ, Trung Bộ, Nam Bộ, thay cho Bắc Kỳ, Trung Kỳ, Nam Kỳ như trước đây. Cấp phủ bị bãi bỏ, chỉ còn 3 cấp là Tỉnh - Huyện - Xã. Riêng phủ Thừa Thiên chính thức được đổi thành tỉnh Thừa Thiên, bao gồm thành phố Huế và 6 huyện Phong Điền, Quảng Điền, Hương Trà, Phú Vang, Hương Thủy và Phú Lộc. Các tổng bị bãi bỏ, các xã do huyện trực tiếp quản lý. Riêng thành phố Huế bấy giờ được chia thành 8 khu phố, gồm: Khu phố 1 là khu thành Nội; Khu phố 2 gồm Phú Hòa, Phú Bình; Khu phố 3 là khu Kim Long, Phú Thịnh và một phần Phú Bình; Khu phố 4 là vùng Bãi Dâu, Phú Mỹ, Phú Hiệp, Phú Cát, Thế Lại; Khu phố 5 là vùng Vỹ Dạ, Cồn Hến, Hô Lâu, Thọ Lộc, Diễn Phái; Khu phố 6 là Phú Xuân, Bình Lục, Xuân Đài, Phú Nhuận, Phú Hội; Khu phố 7 gồm khu Vĩnh Ninh, Phước Quả, Bình An, Trường An, Lịch Đợi, Phường Đúc; Khu phố 8 gồm toàn bộ 11 vạn đò lập làng trên sông nước ở khu vực quanh kinh thành Huế.
Chính quyền Việt Nam Dân chủ Cộng hòa có thêm vài lần thay đổi cấp hành chính của Huế. Ngày 24 tháng 1 năm 1946, Sắc lệnh số 02 do Chủ tịch Hồ Chí Minh ký, quy định: "Cho đến khi có lệnh mới, các thành phố Nam Định, Vinh - Bến Thủy, Huế và Đà Nẵng tạm coi là thị xã". Đến tháng 8 năm 1946, Sắc lệnh số 153 quy định: "Cho sáp nhập kinh thành Nội vào thành phố Thuận Hóa". Sau khi quân Pháp kiểm soát được Huế, chính quyền Việt Nam Dân chủ Cộng hòa lại thay đổi cấp hành chính của thành phố Thuận Hóa lại thành thị xã Thuận Hóa và giữ cho đến tháng 7 năm 1954.

### Về phíaQuốc gia Việt Nam
Ngay từ trước năm 1945, do vị trí đặc biệt tương đương cấp tỉnh của mình trong hệ thống hành chính của Đại Nam, phủ Thừa Thiên vẫn được chính quyền thực dân Pháp xem là "tỉnh Thừa Thiên" (province de Thua-thien) trong các văn bản. Về phía Nam triều, trong Dụ số 10 của vua Bảo Đại ngày 29 tháng 2 năm Bảo Đại thứ 13 (tức 30 tháng 3 năm 1938), phê chuẩn về việc tách quần đảo Hoàng Sa khỏi địa hạt tỉnh Nam Ngãi, đặt vào tỉnh Thừa Thiên. Trên thực tế, Dụ này cũng là sự công nhận Nghị định số 156-SC ngày 15 tháng 6 năm 1938 của Toàn quyền Đông Dương Pierre Marie Antoine Pasquier về việc thiết lập quần đảo Hoàng Sa (Paracels) thành một đơn vị hành chánh, sáp nhập với tỉnh Thừa Thiên, trong đó, nguyên văn tiếng Pháp ghi rõ "province de Thua-thien". Nghị định số 3282 ngày 5 tháng 5 năm 1939 của Toàn quyền Đông Dương Joseph Jules Brévié đổi lại nghị định số 156–SC, vẫn ghi là "tỉnh Thừa Thiên" (province de Thua-thien).
Do phủ Thừa Thiên mất địa vị kinh đô, nên sau khi người Pháp tái lập quyền kiểm soát ở nhiều phần lãnh thổ tại Đông Dương, mặc định công nhận "tỉnh Thừa Thiên". Riêng Huế vẫn giữ địa vị thành phố. Tình trạng này được duy trì cho đến tận năm 1956. Mặc dù vậy, Huế vẫn được xem như là thủ phủ của miền Trung.

## Giai đoạn 1954 - 1975

### Về phíaQuốc gia Việt NamvàViệt Nam Cộng hòa

#### TỉnhThừa Thiên
Ngày 17 tháng 5 năm 1958, Bộ trưởng Nội vụ Việt Nam Cộng hòa ban hành Nghị định số 214-HV/P6/NĐ. Theo đó:
- Cải biến thành quận hành chánh nha đại diện hành chánh Hương Điền và Thượng Du thuộc tỉnh Thừa Thiên.
- Quận Thượng Du đổi tên là quận Nam Hòa.
- Bãi bỏ nha đại diện hành chánh Thuận An, địa phận cũ của nha này được sáp nhập vào địa hạt quận Phú Vang.
- Tỉnh Thừa Thiên (tỉnh lỵ Huế), gồm các đơn vị hành chánh kể sau đây:

| Đơn vị hành chánh của tỉnh Thừa Thiên | Đơn vị hành chánh của tỉnh Thừa Thiên | Đơn vị hành chánh của tỉnh Thừa Thiên | Đơn vị hành chánh của tỉnh Thừa Thiên |
| Số thứ tự                             | Quận                                  | Quận lỵ                               | Tổng, xã |
| ------------------------------------- | ------------------------------------- | ------------------------------------- | --- |
| 1                                     | Phong Điền                            | Phong Nguyên                          | Các xã: Phong An, Phong Bình, Phong Hiền, Phong Hòa, Phong Lộc, Phong Nguyên, Phong Sơn |
| 2                                     | Quảng Điền                            | Quảng Phước                           | Các xã: Quảng Hòa, Quảng Lộc, Quảng Lợi, Quảng Phú, Quảng Phước, Quảng Thọ, Quảng Vinh |
| 3                                     | Hương Trà                             | Hương Sơn                             | Các xã: Hương Bằng, Hương Cần, Hương Chữ, Hương Hồ, Hương Long, Hương Sơ, Hương Vinh, Hương Việt |
| 4                                     | Hương Thủy                            | Thủy Châu                             | Các xã: Thủy Phù, Thủy An, Thủy Bằng, Thủy Biều, Thủy Châu, Thủy Dương, Thủy Lương, Thủy Phước, Thủy Phương, Thủy Phú, Thủy Tần, Thủy Thanh, Thủy Trường, Thủy Vân, Thủy Xuân                                                                          |
| 5                                     | Phú Vang                              | Phú Dương                             | Các xã: Phú An, Phú Dương, Phú Đa, Phú Hồ, Phú Hương, Phú Lương, Phú Lưu, Phú Mậu, Phú Mỹ, Phú Thanh, Phú Thượng, Phú Xuân, Thuận Hòa, Thuận Mỹ, Thuận Phú                                                                                             |
| 6                                     | Phú Lộc                               | Lộc Trì                               | Các xã: Lộc An, Lộc Điền, Lộc Hải, Lộc Sơn, Lộc Thủy, Lộc Trì, Lộc Tụ |
| 7                                     | Vinh Lộc                              | Vinh Hưng                             | Các xã: Vinh An, Vinh Giang, Vinh Hải, Vinh Hiền, Vinh Hưng, Vinh Mỹ, Vinh Phú, Vinh Hà, Vinh Thái, Vinh Thanh, Vinh Xuân |
| 8                                     | Hương Điền                            | Điền Hải                              | Các xã: Điền An, Điền Hải, Điền Hòa, Điền Hương, Điền Lộc, Điền Môn, Điền Thái |
| 9                                     | Nam Hòa                               | Thượng Điền                           | - Các xã: Thượng Điền, Thượng Hòa - Tổng Nguồn Bửu, gồm các xã: Thượng Nghĩa, Thượng Hy, Thượng Hiền - Tổng Nguồn Tã, gồm các xã: Thượng Lộ, Thượng Nhựt, Thượng Quang - Tổng Nguồn Bồ, gồm các xã: Thượng Đền, Thượng Lượng, Thượng Hùng, Thượng Ninh |
| Tổng cộng                             | 9 quận                                | 9 quận                                | 3 tổng, 89 xã |

Ngày 13 tháng 6 năm 1958, Bộ trưởng Nội vụ Việt Nam Cộng hòa ban hành Nghị định số 315-BNV/HC/NĐ. Theo đó:
- Ranh giới xã Vinh Thái và xã Vinh Phú, thuộc quận Vinh Lộc, tỉnh Thừa Thiên được sửa lại:

1. Địa phận xã Vinh Thái, gồm có những thôn: Diêm Tụ, Dưỡng Mong Hạ, Thanh Lam Bồ, Hà Trử và Hà Thượng.
2. Địa phận xã Vinh Phú, gồm có những thôn: Mộc Trụ, Trừng Hà, Triêm Ân, Hà Bắc, Điền Trung và Nghĩa Lập.

- Chia xã Điền An, thuộc quận Hương Điền, tỉnh Thừa Thiên ra làm hai xã: xã Điền Mỹ và xã Điền Thành:

1. Địa phận xã Điền Mỹ, gồm có 4 thôn Tân Mỹ, Minh Hương, Cương Giang Tây và Lãnh Thủy.
2. Địa phận xã Điền Thành, gồm có 3 thôn: An Lộc, Thành Công và Cương Giang Đông.

Ngày 31 tháng 7 năm 1958, Tổng thống Việt Nam Cộng hòa ban hành Công văn số 583-TTP/ĐL về việc chấp thuận thành lập cơ sở phái viên hành chánh Nam Đông.
Ngày 3 tháng 6 năm 1959, Tổng thống Việt Nam Cộng hòa ban hành Nghị định số 700-BNV/NCR. Theo đó:
- Sáp nhập xã Thủy Bằng thuộc quận Hương Thủy tỉnh Thừa Thiên vào quận Nam Hòa cùng tỉnh.

Ngày 9 tháng 8 năm 1960, Tổng thống Việt Nam Cộng hòa ban hành Nghị định số 1011-BNV/NC8/NĐ. Theo đó:
- Chia xã Hương Việt thuộc quận Hương Trà, tỉnh Thừa Thiên ra làm 2 xã: xã Hương Phú và xã Hương Xuân.

Ngày 20 tháng 10 năm 1960, Tổng thống Việt Nam Cộng hòa ban hành Nghị định số 1381-BNV/NC8/NĐ. Theo đó:
- Xã Thủy Bằng thuộc quận Nam Hòa tỉnh Thừa Thiên, nay được đổi danh hiệu là Thượng Bằng.
- Các xã thuộc quận Phú Vang cùng tỉnh dưới đây được đổi danh hiệu lại như sau:

1. Xã Thuận Hóa đổi tên thành xã Phú Thuận.
2. Xã Thuận Mỹ đổi tên thành xã Phú Tân.
3. Xã Thuận Phú đổi tên thành xã Phú Diên.

Ngày 22 tháng 10 năm 1960, Tổng thống Việt Nam Cộng hòa ban hành Nghị định số 1028-NV. Theo đó:
- Thị trấn Bạch Mã nay được cải biến thành xã Bạch Mã, thuộc quận Phú Lộc, tỉnh Thừa Thiên.

Ngày 27 tháng 12 năm 1960, Tổng thống Việt Nam Cộng hòa ban hành Nghị định số 1835-BNV/NC8/NĐ. Theo đó:
- Xã Lộc Sơn, thuộc quận Phú Lộc, tỉnh Thừa Thiên nay được chia ra làm hai xã: Lộc Sơn và Lộc Bổn.

Ngày 31 tháng 12 năm 1960, Tổng thống Việt Nam Cộng hòa ban hành Nghị định số 1356-NV. Theo đó:
- Nay dời quận lỵ quận Nam Hòa, tỉnh Thừa Thiên, hiện đặt tại xã Thượng Điền đến xã Thượng Bằng.

Ngày 13 tháng 7 năm 1961, Tổng thống Việt Nam Cộng hòa ban hành Sắc lệnh số 174-NV. Theo đó:
- Quần đảo Hoàng Sa, trước kia thuộc tỉnh Thừa Thiên, nay đặt thuộc tỉnh Quảng Nam.

Ngày 31 tháng 7 năm 1962, Tổng thống Việt Nam Cộng hòa ban hành Nghị định số 805-NV. Theo đó:
- Thiết lập tại tỉnh Thừa Thiên một cơ sở phải viên hành chánh lấy tên là cơ sở phái viên hành chính Phú Thứ, trụ sở đặt tại Vinh Thái.
- Cơ sở phái viên hành chánh Phú Thứ đặt thuộc quận Phú Vang.
- Phạm vi hoạt động của cơ sở phái viên hành chánh Phú Thứ gồm 5 xã: Phú Đa, Phú Lương (trước thuộc quận Phú Vang), Vinh Phú, Vinh Hà, Vĩnh Thái (trước thuộc quận Vinh Lộc nay sáp nhập vào quận Phú Vang).

Ngày 13 tháng 8 năm 1964, Tổng trưởng Nội vụ Việt Nam Cộng hòa ban hành Nghị định số 1017-BNV/NC. Theo đó:
- Chia xã Điền Hải thuộc quận Hương Điền tỉnh Thừa Thiên làm hai xã: Thế Chí Đông và Hải Nhuận.

Ngày 14 tháng 4 năm 1965, Thủ tướng Chánh phủ Việt Nam Cộng hòa ban hành Nghị định số 599-NV. Theo đó:
- Cải biến cơ sở phái viên hành chánh Phú Thứ thành quận Phú Thứ, quận lỵ đặt tại ấp Hòa Đa Tây, xã Phú Đa.
- Địa giới quận Phú Thứ, gồm có 7 xã trước thuộc quận Phú Vang: Phú Hồ, Phú Xuân, Phú Đa, Phú Lương, Vinh Phú, Vinh Thái, Vinh Hà.

Ngày 18 tháng 9 năm 1965, Chủ tịch Ủy ban Hành pháp Trung ương Việt Nam Cộng hòa ban hành Sắc lệnh số 1593-NV. Theo đó:
- Nay bãi bỏ cơ sở phái viên hành chính Nam Đông, thuộc quận Nam Hòa tỉnh Thừa Thiên.
- Các xã nguyên thuộc phạm vi kiểm soát của cơ sở phái viên hành chánh nói trên, nay được đặt trực thuộc tổng Nguồn Tả quận Nam Hòa cùng tỉnh.

Ngày 27 tháng 9 năm 1965, Ủy viên Nội vụ Việt Nam Cộng hòa ban hành Nghị định số 1451-BNV/NC/13. Theo đó:
- Nay chia xã Vinh An thuộc quận Vinh Lộc tỉnh Thừa Thiên, ra làm 2 xã: An Bằng và Hà Úc.

#### Thành phốHuế- Thị xãHuế
Ngày 24 tháng 10 năm 1956, Tổng thống Việt Nam Cộng hòa ban hành Dụ 37A. Theo đó, Huế được đặt là thành phố (về sau đổi lại là thị xã), ngang cấp với tỉnh Thừa Thiên, nhưng tỉnh lỵ Thừa Thiên vẫn đặt tại Huế. Tỉnh trưởng tỉnh Thừa Thiên kiêm chức Thị trưởng thành phố Huế. Riêng Huế gồm hai quận Nội thành là quận Tả Ngạn và Hữu Ngạn; 10 phường bên trong kinh thành Huế vẫn được giữ nguyên, còn các phường bên ngoài kinh thành từ Đệ Nhất đến Đệ Cửu thì cho đổi tên và chia làm 11 phường mới. Ngoài ra còn có 11 vạn đò được ghép hành chính vào quận Tả Ngạn.
Ngày 31 tháng 5 năm 1964, Thủ tướng Chánh phủ Việt Nam Cộng hòa ban hành Sắc lệnh số 203c-NV. Theo đó:
- Đổi thành phố Huế thành thị xã.

Ngày 19 tháng 6 năm 1967, Chủ tịch Ủy ban Hành pháp Trung ương Việt Nam Cộng hòa ban hành Nghị định số 1455-NĐ/ĐUHC. Theo đó:
- địa phận thị xã Huế được chia ra thành ba quận. Ranh giới mỗi quận được ấn định như sau:

1. Quận Nhứt: Các tường thành và hào bao bọc khu thành nội kể cả Mang Cá Nhỏ.
2. Quận Nhì: Ranh quận Nhứt, tả ngạn sông Hương, ranh xã Phú Lưu thuộc quận Phú Vang tỉnh Thừa Thiên, hữu ngạn sông Hương nối qua sông Đào Cửa Hậu và sông Kẻ Vạn.
3. Quận Ba: Tả ngạn sông Hương, ranh các xã Phú Lưu, Phú Hương (quận Phú Vang), các xã Thủy Phú, Thủy An, Thủy Phước, Thủy Trường, Thủy Xuân (quận Hương Thủy) tỉnh Thừa Thiên.

Ngày 4 tháng 5 năm 1968, Tổng trưởng Nội vụ Việt Nam Cộng hòa ban hành Nghị định số 319-BNV/NC/19. Theo đó:
- Địa phận thị xã Huế được chia ra thành 10 khu phố và 31 khóm trực thuộc 3 quận.
- Quận Nhất, gồm 3 khu phố:

1. Khu phố Thuận Hòa, gồm có phường Tây Lộc, Tri Vụ, Huệ An và Thuận Cát;
2. Khu phố Thuận Thành, gồm các phường Thái Trạch, Trung Tích, Trung Hậu và Đại Nội;
3. Khu phố Thuận Lộc, gồm các phường Tây Linh, Phú Nhơn và Vĩnh An;

- Quận Nhì, gồm 5 khu phố:

1. Khu phố Phú Thuận, gồm các phường Phú Thạnh và Phú Bình;
2. Khu phố Phú Hòa, gồm các phường Phú Hòa;
3. Khu phố Phú Hiệp, gồm các phường Phú Mỹ, Phú Thọ và Phú Hậu;
4. Khu phố Phú Cát có phường Phú Cát;
5. Khu phố Phú An, gồm có các vạn đò Phú Tiền, Tân Lập, Lanh Canh, Trường Độ, Trọng Đức, An Hội, Tân Bữu, Ngư Hộ, Lợi Thành, Phú Cam và Lợi Nông;

- Quận Ba, gồm 2 khu phố:

1. Khu phố Vĩnh Ninh, gồm có 2 phường Phú Ninh và Phú Vĩnh;
2. Khu phố Vĩnh Lợi, gồm có 2 phường Phú Hội và Phú Nhuận.

Ngày 19 tháng 6 năm 1970, Thủ tướng Chánh phủ Việt Nam Cộng hòa ban hành Nghị định số 637-NĐ/NV. Theo đó:
- Ranh giới quận Nhứt và quận Nhì tại thị xã Huế được ấn định lại như sau:

1. Quận Nhứt: khu Thành Nội và Mang Cá Nhỏ, kể cả các tường bao bọc khu này.
2. Quận Nhì: ranh quận Nhứt, tả ngạn sông Hương, ranh xã Phú Lưu thuộc quận Phú Vang, tỉnh Thừa Thiên, hữu ngạn sông Hương nối qua sông đào Cửa Hậu và sông Kẻ Vạn.

Ngày 22 tháng 8 năm 1972, Tổng trưởng Nội vụ Việt Nam Cộng hòa ban hành Nghị định số 553-BNV/HCĐP/NĐ về việc cải danh khu phố tại các thị xã thành phường.

## Giai đoạn 1975 - 2025

### TỉnhBình Trị Thiên
Sau ngày 30 tháng 4 năm 1975, chính quyền Cộng hòa miền Nam Việt Nam bỏ danh xưng "quận" có từ thời Pháp thuộc và lấy danh xưng "huyện", quận và phường dành cho các đơn vị hành chánh tương đương khi đã đô thị hóa.
Ngày 24 tháng 2 năm 1976, Chánh phủ Cách mạng lâm thời Cộng hòa miền Nam Việt Nam ban hành Nghị định về việc giải thể khu, hợp nhất tỉnh ở miền Nam Việt Nam. Theo đó, thành lập tỉnh Bình Trị Thiên gồm tỉnh Quảng Bình, tỉnh Quảng Trị, tỉnh Thừa Thiên và thành phố Huế, theo sự thỏa thuận với Chính phủ Việt Nam Dân chủ Cộng hòa. Tổ chức hành chính trên địa bàn gồm thành phố Huế và 8 huyện: A Lưới, Hương Thủy, Hương Trà, Nam Đông, Phong Điền, Phú Lộc, Phú Vang, Quảng Điền.

#### Năm 1976: Nghị định số 164-CP
- Nghị định số 164-CP[27] ngày 18 tháng 9 năm 1976 của Hội đồng Chính phủ về việc thành lập các đơn vị hành chính dưới cấp tỉnh và xác định vị trí của một số đơn vị hành chính thuộc tỉnh:
- Thành lập các đơn vị hành chính dưới cấp tỉnh:
  1. Ở những đảo có dân số trên dưới 1.000 dân thì được lập thành xã.
- Xác định vị trí của một số đơn vị hành chính thuộc tỉnh sau đây:
  1. Các khu phố, khu, vùng, phường thuộc các quận, thành phố thuộc tỉnh, thị xã ở vùng mới giải phóng nay gọi thống nhất là phường.
  2. Những thị tứ thuộc các tỉnh vùng mới giải phóng có dân số trên dưới một vạn (10.000) dân nay được lập thành thị trấn. Thị tứ nào có dân số ít hơn thì không lập đơn vị hành chính riêng mà sáp nhập vào xã lân cận.

#### Năm 1977: Quyết định số 62-CP
- Quyết định số 62-CP[28] ngày 11 tháng 3 năm 1977 của Hội đồng Chính phủ về việc hợp nhất điều chỉnh địa giới huyện thuộc tỉnh Bình Trị Thiên:
- Huyện Phú Lộc, huyện Nam Đông, huyện Phú Vang

1. Hợp nhất huyện Phú Lộc, huyện Nam Đông và các xã Vinh Xuân, Vinh Thanh của huyện Phú Vang thành một huyện lấy tên là huyện Phú Lộc.

- Huyện Hương Thủy, huyện Phú Vang, huyện Hương Phú

1. Hợp nhất huyện Hương Thủy và huyện Phú Vang thành một huyện lấy tên là huyện Hương Phú.

- Huyện Phong Điền, huyện Quảng Điền, huyện Hương Trà, huyện Hương Điền

1. Hợp nhất huyện Phong Điền, huyện Quảng Điền và huyện Hương Trà thành một huyện lấy tên là huyện Hương Điền.

#### Năm 1979: Quyết định số 102-CP
- Quyết định số 102-CP[29] ngày 13 tháng 3 năm 1979 của Hội đồng Chính phủ về việc phân vạch địa giới một số xã và phường thuộc tỉnh Bình Trị Thiên:
- Huyện A Lưới

1. Thành lập ở vùng kinh tế mới Sơn Thủy một xã mới lấy tên là xã Sơn Thủy.
2. Thành lập ở vùng kinh tế mới Phú Vinh một xã mới lấy tên là xã Phú Vinh.

- Huyện Hương Điền

1. Thành lập ở vùng kinh tế mới Bình Điền, Khe Điêng một xã mới lấy tên là xã Hương Bình.

- Thành phố Huế

1. Giải thể phường Phú An, dân và đất của phường này giao cho phường Phú Cát quản lý[30][31].

#### Năm 1981: Quyết định số 187-CP
- Quyết định số 187-CP[32] ngày 18 tháng 5 năm 1981 của Hội đồng Chính phủ về việc điều chỉnh địa giới một số xã và thị trấn thuộc tỉnh Bình Trị Thiên:
- Huyện Hương Phú

1. Thành lập ở khu kinh tế mới Khe Sòng một xã mới lấy tên là xã Phú Sơn.

- Huyện Hương Điền

1. Thành lập ở khu kinh tế mới Ồ Ồ một xã mới lấy tên là xã Phong Xuân.

- Huyện Phú Lộc, huyện Hương Phú

1. Sáp nhập xã Vinh Thanh và xã Vinh Xuân của huyện Phú Lộc vào huyện Hương Phú cùng tỉnh.

- Huyện A Lưới, huyện Hương Điền

1. Sáp nhập xã Hồng Tiến của huyện A Lưới vào huyện Hương Điền cùng tỉnh.

#### Năm 1981: Quyết định số 64-HĐBT
- Quyết định số 64-HĐBT[33] ngày 11 tháng 9 năm 1981 của Hội đồng Bộ trưởng về việc mở rộng thành phố Huế, thị xã Đông Hà và phân vạch lại địa giới các huyện Hương Điền, Hương Phú, Bến Hải, Triệu Hải thuộc tỉnh Bình Trị Thiên:
- Thành phố Huế, huyện Hương Điền, huyện Hương Phú

1. Tách các xã Hương Hải, Hương Phong, Hương Vinh, Hương Sơ, Hương Long, Hương Hồ, Hương Bình, Hương Thọ (trừ thôn Dương Hoà sáp nhập về huyện Hương Phú) và các thôn Thanh Chữ, Cổ Bưu, Bổn Trì, Bổn Phổ, An Lưu của xã Hương Chữ thuộc huyện Hương Điền để sáp nhập vào thành phố Huế.
2. Tách các xã Thủy Bằng, Thủy Biều, Thủy An, Thủy Dương, Phú Thượng, Phú Dương, Phú Mậu, Phú Thanh, Phú Tân và các xóm Cồn Trâu, Cổ Thành, Vườn Trầu, Đồng Giáp của xã Thủy Vân thuộc huyện Hương Phú để sáp nhập vào thành phố Huế.
3. Thành phố Huế sau khi được mở rộng bao gồm các phường Thuận Thành, Thuận Lộc, Thuận Hòa, Tây Lộc, Phú Thuận, Phú Hòa, Phú Cát, Phú Hiệp, Vĩnh Lợi, Vĩnh Ninh và các xã Thủy Trường, Thủy Phước, Thủy Xuân, Xuân Long, Hương Hải, Hương Phong, Hương Vinh, Hương Sơ, Hương Long, Hương Bình, Hương Thọ, Thủy Bằng, Thủy Biều, Thủy An, Thủy Dương, Phú Thượng, Phú Dương, Phú Mậu, Phú Thanh, Phú Tân, Thủy Phú (gồm cả xóm Đông Giáp), Hương Lưu (gồm cả xóm Cồn Trầu và xóm Cổ Thành), Hương Hồ (gồm cả các thôn Thanh Chữ, Cổ Bưu, An Lưu, Bổn Trì, Bổn Phổ).

#### Năm 1981: Quyết định số 73-HĐBT
- Quyết định số 73-HĐBT[34] ngày 17 tháng 9 năm 1981 của Hội đồng Bộ trưởng về việc phân vạch địa giới một số xã thuộc tỉnh Bình Trị Thiên:
- Huyện Phú Lộc

1. Chia xã Lộc Tụ thành hai xã lấy tên là xã Lộc Tiến và xã Lộc Vĩnh.

- Huyện Hương Phú

1. Thành lập một xã mới lấy tên là xã Dương Hòa.

- Thành phố Huế

1. Thành lập xã Hương An trên cơ sở sáp nhập các thôn Thanh Chữ, Cổ Bưu, An Lưu, Bổn Trì, Bổn Phổ, An Vân Thượng và An Hoà Thượng tách từ xã Hương Hồ.

#### Năm 1983: Quyết định số 3-HĐBT
- Quyết định số 3-HĐBT[35] ngày 6 tháng 1 năm 1983 của Hội đồng Bộ trưởng về việc phân vạch địa giới một số xã, phường và thị trấn thuộc tỉnh Bình Trị Thiên:
- Huyện Hương Điền

1. Chia xã Quảng Lợi thành 2 xã lấy tên là xã Quảng Lợi và xã Quảng Thái.
2. Chia xã Quảng Lộc thành 2 xã lấy tên là xã Quảng An và xã Quảng Thành.
3. Chia xã Quảng Ngạn thành 2 xã lấy tên là xã Quảng Ngạn và xã Quảng Công.

- Huyện Hương Phú

1. Thành lập thị trấn Phú Bài thuộc huyện Hương Phú trên cơ sở tách các thôn Phủ Lương thuộc xã Thủy Châu, thôn 1, thôn 2 thuộc xã Thủy Lương và sân bay Phú Bài, có tổng diện tích tự nhiên 700 hécta.

- Thành phố Huế

1. Chia xã Hương Hải thành 2 xã lấy tên là xã Thuận An và xã Hải Dương.
2. Thành lập xã Bình Điền (khu kinh tế mới Bình Điền 1).
3. Thành lập xã Bình Thành (khu kinh tế mới Bình Điền 2).
4. Chia phường Phú Thuận thành 2 phường lấy tên phường Phú Bình và phường Phú Thuận.
5. Thành lập phường An Cựu trên cơ sở tách các tổ dân phố từ tổ 3 đến tổ 12 của phường Vĩnh Lợi và thôn Nhất Tây của xã Thủy An.
6. Thành lập phường Đúc trên cơ sở tách khu vực Lịch Đợi của phường Vĩnh Ninh và thôn Thượng Năm của xã Thủy Xuân.
7. Đổi tên xã thành phường thuộc thành phố Huế.
  1. Xã Xuân Long đổi thành phường Kim Long.
  2. Xã Hương Lưu đổi thành phường Vĩ Dạ.
  3. Xã Thủy Phú đổi thành phường Xuân Phú.
  4. Xã Thủy Phước đổi thành phường Phước Vinh.
  5. Xã Thủy Trường đổi thành phường Trường An.

#### Năm 1984: Quyết định số 7-HĐBT
- Quyết định số 7-HĐBT[36] ngày 12 tháng 1 năm 1984 của Hội đồng Bộ trưởng về việc phân vạch địa giới một số xã, thị trấn thuộc tỉnh Bình Trị Thiên:
- Huyện Hương Điền

1. Xã Hương Phú
  1. Tách thôn Tân Lập và thôn Phú Ốc để thành lập thị trấn Tứ Hạ.
  2. Tách thôn Lại Thành để nhập vào xã Hương Bằng thành một đơn vị hành chính mới gọi là xã Hương Vân.
2. Điều chỉnh các thôn (Trung Đông, Trung Hải, Tân Hội, Mỹ Hoa, Thế Mỹ A, Thế Mỹ B) của xã Phong Hải để nhập vào một số xã khác cùng huyện.
  1. Tách thôn Trung Đông để nhập vào xã Điền Hương.
  2. Tách thôn Trung Hải để nhập vào xã Điền Môn.
  3. Tách thôn Tân Hội và thôn Mỹ Hòa để nhập vào xã Điền Lộc.
  4. Tách thôn Thế Mỹ A và thôn Thế Mỹ B để nhập vào xã Điền Hòa.

#### Năm 1986: Quyết định số 72-HĐBT
- Quyết định số 72-HĐBT[37] ngày 13 tháng 6 năm 1986 của Hội đồng Bộ trưởng về việc điều chỉnh địa giới hành chính một số xã, thị trấn của các huyện Phú Lộc, Bố Trạch, Lệ Ninh, Bến Hải và các thị xã Đông Hà, Đồng Hới thuộc tỉnh Bình Trị Thiên:
- Huyện Phú Lộc:

1. Thành lập thị trấn Phú Lộc (thị trấn huyện lỵ huyện Phú Lộc) trên cơ sở các thôn Cao Đôi Xá, Gia Lương, Đông Lưu, Vọng Trì và Sách Chữ của xã Lộc Trì và thôn Đá Bạc của xã Lộc Điền.
2. Thành lập xã Lộc Bình trên cơ sở thôn Rầu Dưới, Rầu Giữa của xã Vinh Hiền và các thôn Tân An, Mai Gia Phường của xã Lộc Trì.
3. Thành lập xã Lộc Hòa trên cơ sở thôn La Khê của xã Lộc Điền và thôn An Hà của xã Lộc An.

#### Năm 1989: Quyết định số 29-HĐBT
- Quyết định số 29-HĐBT[38] ngày 23 tháng 3 năm 1989 của Hội đồng Bộ trưởng về việc chia xã Phú Thuận của huyện Hương Phú thuộc tỉnh Bình Trị Thiên:
- Huyện Hương Phú

1. Chia xã Phú Thuận của huyện Hương Phú thuộc tỉnh Bình Trị Thiên thành hai xã, lấy tên là xã Phú Thuận và xã Phú Hải.

### TỉnhThừa Thiên Huế

#### Năm 1989: Quốc hội khóa VIII, Kỳ họp thứ 5
- Nghị quyết ngày 30 tháng 6 năm 1989 của Quốc hội khóa VIII, Kỳ họp thứ 5[39] về việc phân vạch địa giới hành chính của các tỉnh Nghĩa Bình, Phú Khánh và Bình Trị Thiên:
- Tỉnh Bình Trị Thiên, tỉnh Thừa Thiên Huế

1. Chia tỉnh Bình Trị Thiên thành 3 tỉnh mới lấy tên là tỉnh Quảng Bình, tỉnh Quảng Trị và tỉnh Thừa Thiên Huế.
2. Tỉnh Thừa Thiên Huế có 5 đơn vị hành chính gồm: thành phố Huế và 4 huyện: Hương Điền, Hương Phú, Phú Lộc và A Lưới. Tỉnh lỵ: thành phố Huế.

#### Năm 1990: Quyết định số 345-HĐBT
- Quyết định số 345-HĐBT[40] ngày 29 tháng 9 năm 1990 của Hội đồng Bộ trưởng về việc phân vạch địa giới các huyện Hương Điền, Hương Phú, Phú Lộc và điều chỉnh địa giới thành phố Huế, tỉnh Thừa Thiên Huế:

- Huyện Phú Lộc, huyện Nam Đông

1. Chia huyện Phú Lộc thành hai huyện lấy tên là huyện Phú Lộc và huyện Nam Đông:
  1. Huyện Phú Lộc (mới) có thị trấn Phú Lộc và 17 xã: Lộc Bổn, Lộc Sơn, Lộc An, Lộc Điền, Lộc Trì, Lộc Bình, Lộc Thủy, Lộc Tiến, Lộc Vĩnh, Lộc Hải, Lộc Hòa, Vinh Hưng, Vinh Mỹ, Vinh Giang, Vinh Hiền, Xuân Lộc, Vinh Hải; với 59.243 ha diện tích tự nhiên và 121.591 nhân khẩu.
  2. Huyện Nam Đông có 9 xã: Hương Phú, Hương Lộc, Hương Sơn, Thượng Lộ, Thượng Nhật, Hương Giang, Hương Hữu, Thượng Long, Thượng Quảng; với 69.877 ha diện tích tự nhiên và 17.188 nhân khẩu.

- Thành phố Huế, huyện Hương Phú, huyện Hương Thủy, huyện Phú Vang

1. Chuyển 8 xã: Thủy Bằng, Thủy Dương, Phú Thượng, Phú Mậu, Thuận An, Phú Thanh, Phú Dương, Phú Tân thuộc thành phố Huế về huyện Hương Phú.
2. Chia huyện Hương Phú thành 2 huyện là huyện Hương Thủy và huyện Phú Vang:
  1. Huyện Hương Thủy có thị trấn Phú Bài và 11 xã: Thủy Bằng, Thủy Dương, Dương Hòa, Phú Sơn, Thủy Phương, Thủy Châu, Thủy Lương, Thủy Vân, Thủy Phú, Thủy Tân, Thủy Thanh; với 49.662,3 ha diện tích tự nhiên và 75.230 nhân khẩu.
  2. Huyện Phú Vang có 21 xã: Thuận An, Phú Tân, Phú Dương, Phú Mậu, Phú Thanh, Phú Mỹ, Phú An, Phú Thượng, Phú Hồ, Phú Lương, Phú Xuân, Phú Đa, Phú Thuận, Phú Hải, Phú Diên, Vinh Thái, Vinh Hà, Vinh Xuân, Vinh Phú, Vinh Thanh, Vinh An; với 26.315 ha diện tích tự nhiên và 138.560 nhân khẩu.

- Thành phố Huế, huyện Hương Điền, huyện Hương Trà, huyện Phong Điền, huyện Quảng Điền

1. Chuyển 9 xã: Bình Thành, Bình Điền, Hương Bình, Hương Hồ, Hương An, Hương Vinh, Hương Thọ, Hương Phong, Hải Dương thuộc thành phố Huế về huyện Hương Điền quản lý.
2. Chia huyện Hương Điền thành 3 huyện là huyện Phong Điền, huyện Quảng Điền và huyện Hương Trà:
  1. Huyện Hương Trà có thị trấn Tứ Hạ và 15 xã: Hương Hồ, Hương An, Hương Phong, Hương Thọ, Bình Thành, Bình Điền, Hương Bình, Hải Dương, Hương Toàn, Hương Xuân, Hương Chử, Hương Văn, Hương Vân, Hương Vinh, Hồng Tiến; với 40.274,57 ha diện tích tự nhiên và 91.895 nhân khẩu.
  2. Huyện Phong Điền có 15 xã: Phong Bình, Phong Hòa, Phong Chương, Phong Hiền, Phong An, Phong Thu, Phong Mỹ, Phong Sơn, Phong Hải, Phong Xuân, Điền Hương, Điền Hải, Điền Hòa, Điền Môn, Điền Lộc; với 107.132 ha diện tích tự nhiên và 82.844 nhân khẩu.
  3. Huyện Quảng Điền có 10 xã: Quảng Ngạn, Quảng Công, Quảng Thái, Quảng Lợi, Quảng Phước, Quảng Vinh, Quảng Phú, Quảng An, Quảng Thành; với 15.696,97 ha diện tích tự nhiên và 75.869 nhân khẩu.
3. Thành phố Huế (sau khi điều chỉnh địa giới) còn lại 18 phường: Phước Vĩnh, Thuận Hòa, Phú Hòa, An Cựu, Phú Thuận, Phú Bình, Vĩnh Ninh, Vĩnh Lợi, Phú Hiệp, Thuận Lộc, Thuận Thành, Tây Lộc, Phú Cát, Trường An, Xuân Phú, Phường Đúc, Vĩ Dạ, Kim Long và 5 xã: Thủy An, Thủy Xuân, Thủy Biều, Hương Long, Hương Sơ; với 6.777,20 ha diện tích tự nhiên và 259.838 nhân khẩu.

#### Năm 1995: Nghị định số 80-CP
- Nghị định số 80-CP[41] ngày 22 tháng 11 năm 1995 của Chính phủ về việc thành lập thị trấn huyện lỵ các huyện Phong Điền, A Lưới và phân chia các phường thuộc thành phố Huế, tỉnh Thừa Thiên Huế:

- Huyện Phong Điền

1. Thành lập thị trấn Phong Điền, thị trấn huyện lỵ của huyện Phong Điền trên cơ sở các thôn Vĩnh Nguyên, Trạch Thượng, Trạch Tả, Khánh Mỹ của xã Phong Thu và thôn Tân Lập của xã Phong An.

- Huyện A Lưới

1. Thành lập thị trấn A Lưới, thị trấn huyện lỵ của huyện A Lưới trên cơ sở toàn bộ diện tích tự nhiên và dân số của xã Hồng Nam cũ.

- Thành phố Huế

1. Chia phường Vĩnh Lợi thuộc thành phố Huế thành hai phường Phú Hội và Phú Nhuận.
2. Chia phường Phú Hiệp thành hai phường: Phú Hiệp và Phú Hậu.

#### Năm 1995: Quyết định số 762/TTg
- Quyết định số 762/TTg[42] ngày 22 tháng 11 năm 1995 của Thủ tướng Chính phủ về việc phân vạch địa giới hành chính giữa hai tỉnh Quảng Trị và Thừa Thiên Huế (chưa thực hiện):
- Tỉnh Quảng Trị, tỉnh Thừa Thiên Huế

1. Tuyến địa giới hành chính giữa hai tỉnh Quảng Trị và tỉnh Thừa Thiên Huế được thể hiện nhất quán trên các loại bản đồ 1/100.000 do Cục Đo đạc và bản đồ nhà nước phát hành năm 1962 và bàn đồ 1/50.000 UTM do Cục Đo đạc và Bản đồ nhà nước tái bản năm 1978, cụ thể: bắt đầu từ đinh Tam Boi (giáp Lào), đi qua đèo PeKe và đi theo các điểm cao: động Ca Cut, đinh Coc Tôn Bhai, động Ba Lê, động Chiên Dong, chạy qua cột mốc 655+030m ra đến biển Đông.
2. Tình Quảng Trị bàn giao nguyên trạng các thôn Tân Lập, Tân Xuân và Phú Kinh Phường về tỉnh Thừa Thiên Huế quản lý; thực hiện xâm canh xâm cư một phần thôn Câu Nhi Phường. Tỉnh Thừa Thiên Huế bàn giao nguyên trạng xã Hồng Thủy, huyện A Lưới, tỉnh Thừa Thiên Huế đang xâm canh, xâm cư trên đất xã A Bung về tỉnh Quảng Trị.

#### Năm 1997: Nghị định số 22-CP
- Nghị định số 22-CP[43] ngày 17 tháng 3 năm 1997 của Chính phủ về việc thành lập thị trấn và điều chỉnh địa giới hành chính một số xã thuộc các huyện Quảng Điền, Nam Đông, tỉnh Thừa Thiên Huế:

- Huyện Quảng Điền

1. Thành lập thị trấn Sịa, thị trấn huyện lỵ thuộc huyện Quảng Điền trên cơ sở 1.118,4 ha diện tích tự nhiên và 8.610 nhân khẩu của xã Quảng Phước.
2. Sáp nhập thôn Mai Dương thuộc xã Quảng An vào phần còn lại của xã Quảng Phước.

- Huyện Nam Đông

1. Thành lập thị trấn Khe Tre, thị trấn huyện lỵ thuộc huyện Nam Đông trên cơ sở 435 ha diện tích tự nhiên và 3.725 nhân khẩu của xã Hương Lộc.
2. Thành lập xã Hương Hòa trên cơ sở 1.040 ha diện tích tự nhiên và 1.891 nhân khẩu của xã Hương Lộc.

#### Năm 1999: Nghị định số 75/1999/NĐ-CP
- Nghị định số 75/1999/NĐ-CP[44] ngày 20 tháng 8 năm 1998 của Chính phủ về việc thành lập thị trấn Thuận An thuộc huyện Phú Vang, tỉnh Thừa Thiên Huế:

- Huyện Phú Vang

1. Thành lập thị trấn Thuận An thuộc huyện Phú Vang, tỉnh Thừa Thiên Huế trên cơ sở toàn bộ diện tích và dân số của hai xã Thuận An và Phú Tân.

#### Năm 2002: Nghị định số 105/2002/NĐ-CP
- Nghị định số 105/2002/NĐ-CP[45] ngày 20 tháng 12 năm 2002 của Chính phủ về việc thành lập thị trấn Lăng Cô thuộc huyện Phú Lộc, tỉnh Thừa Thiên Huế:

- Huyện Phú Lộc

1. Thành lập thị trấn Lăng Cô thuộc huyện Phú Lộc, tỉnh Thừa Thiên Huế trên cơ sở toàn bộ diện tích tự nhiên và dân số của xã Lộc Hải.

#### Năm 2007: Nghị định số 44/2007/NĐ-CP
- Nghị định số 44/2007/NĐ-CP[46] ngày 27 tháng 3 năm 2007 của Chính phủ về việc điều chỉnh địa giới hành chính xã Hương Sơ và xã Thủy An để thành lập các phường An Hòa, Hương Sơ, An Đông, An Tây thuộc thành phố Huế, tỉnh Thừa Thiên Huế:

- Thành phố Huế

1. Thành lập phường An Hòa trên cơ sở điều chỉnh 447,49 ha diện tích tự nhiên và 9.224 nhân khẩu của xã Hương Sơ.
2. Thành lập phường Hương Sơ trên cơ sở toàn bộ 393,81 ha diện tích tự nhiên và 6.992 nhân khẩu còn lại của xã Hương Sơ.
3. Thành lập phường An Đông trên cơ sở điều chỉnh 495,33 ha diện tích tự nhiên và 14.099 nhân khẩu của xã Thủy An.
4. Thành lập phường An Tây trên cơ sở toàn bộ 908,67 ha diện tích tự nhiên và 5.881 nhân khẩu còn lại của xã Thủy An.
5. Sau khi điều chỉnh địa giới hành chính để thành lập phường, thành phố Huế có 27 đơn vị hành chính trực thuộc, bao gồm các phường: Thuận Lộc, Thuận Thành, Thuận Hòa, Tây Lộc, Phú Hậu, Phú Thuận, Phú Bình, Phú Cát, Kim Long, Phú Hiệp, Phú Hòa, An Cựu, Phường Đúc, Xuân Phú, Phước Vĩnh, Trường An, Phú Hội, Phú Nhuận, Vĩnh Ninh, Vỹ Dạ, An Hòa, Hương Sơ, An Đông, An Tây và các xã: Hương Long, Thủy Biều, Thủy Xuân.

#### Năm 2010: Nghị quyết số 8/NQ-CP
- Nghị quyết số 8/NQ-CP[47] ngày 9 tháng 2 năm 2010 của Chính phủ về việc thành lập thị xã Hương Thủy và thành lập các phường thuộc thị xã Hương Thủy, tỉnh Thừa Thiên Huế:

- Thị xã Hương Thủy

1. Thành lập thị xã Hương Thủy thuộc tỉnh Thừa Thiên Huế
  1. Thành lập thị xã Hương Thủy thuộc tỉnh Thừa Thiên Huế trên cơ sở toàn bộ huyện Hương Thủy.
  2. Thị xã Hương Thủy có 45.817,49 ha diện tích tự nhiên và 96.525 nhân khẩu, có 12 đơn vị hành chính trực thuộc.
2. Thành lập các phường thuộc thị xã Hương Thủy:
  1. Thành lập phường Phú Bài thị xã Hương Thủy trên cơ sở toàn bộ thị trấn Phú Bài.
  2. Thành lập phường Thủy Lương trên cơ sở toàn bộ 857,5 ha diện tích tự nhiên và 6.774 nhân khẩu của xã Thủy Lương.
  3. Thành lập phường Thủy Châu thị xã Hương Thủy trên cơ sở toàn bộ xã Thủy Châu.
  4. Thành lập phường Thủy Phương thị xã Hương Thủy trên cơ sở toàn bộ xã Thủy Phương.
  5. Thành lập phường Thủy Dương thị xã Hương Thủy trên cơ sở toàn bộ xã Thủy Dương.
3. Sau khi thành lập thị xã Hương Thủy và thành lập các phường thuộc thị xã Hương Thủy:
  1. Thị xã Hương Thủy có 45.817,49 ha diện tích tự nhiên và 96.525 nhân khẩu, có 12 đơn vị hành chính, bao gồm các phường: Phú Bài, Thủy Châu, Thủy Lương, Thủy Phương, Thủy Dương và các xã: Thủy Bằng, Thủy Phù, Thủy Tân, Thủy Thanh, Thủy Vân, Dương Hòa, Phú Sơn.
  2. Tỉnh Thừa Thiên Huế có 506.527,92 ha diện tích tự nhiên và 1.087.579 nhân khẩu, có 09 đơn vị hành chính trực thuộc, bao gồm: thành phố Huế, thị xã Hương Thủy và các huyện: Phong Điền, Hương Trà, Quảng Điền, A Lưới, Nam Đông, Phú Lộc, Phú Vang.

#### Năm 2010: Nghị quyết số 14/NQ-CP
- Nghị quyết số 14/NQ-CP[48] ngày 25 tháng 3 năm 2010 của Chính phủ về việc thành lập các phường: Hương Long, Thủy Xuân, Thủy Biều thuộc thành phố Huế, tỉnh Thừa Thiên Huế:

- Thành phố Huế

1. Thành lập phường Hương Long thuộc thành phố Huế trên cơ sở toàn bộ xã Hương Long.
2. Thành lập phường Thủy Xuân thuộc thành phố Huế trên cơ sở toàn bộ xã Thủy Xuân.
3. Thành lập phường Thủy Biều thuộc thành phố Huế trên cơ sở toàn bộ xã Thủy Biều.
4. Sau khi thành lập các phường, thành phố Huế có 7.099 ha diện tích tự nhiên và 339.822 nhân khẩu, có 27 phường trực thuộc, gồm: An Cựu, An Hòa, An Đông, An Tây, Hương Sơ, Kim Long, Phú Bình, Phú Cát, Phú Hậu, Phú Hiệp, Phú Hòa, Phú Hội, Phú Nhuận, Phú Thuận, Phước Vĩnh, Phường Đúc, Tây Lộc, Thuận Hòa, Thuận Lộc, Thuận Thành, Trường An, Vĩnh Ninh, Vỹ Dạ, Xuân Phú, Hương Long, Thủy Xuân, Thủy Biều.

#### Năm 2011: Nghị quyết số 82/NQ-CP
- Nghị quyết số 82/NQ-CP[49] ngày 30 tháng 5 năm 2011 của Chính phủ về việc thành lập thị trấn Phú Đa thuộc huyện Phú Vang, tỉnh Thừa Thiên Huế:

- Huyện Phú Vang

1. Thành lập thị trấn Phú Đa thuộc huyện Phú Vang trên cơ sở toàn bộ xã Phú Đa.
2. Sau khi thành lập thị trấn Phú Đa, huyện Phú Vang có 28.031 ha diện tích tự nhiên và 171.231 nhân khẩu; có 20 đơn vị hành chính trực thuộc, gồm 2 thị trấn: Phú Đa, Thuận An và 18 xã: Phú Thượng, Phú Mỹ, Phú Xuân, Vinh Thái, Vinh An, Vinh Xuân, Phú Hải, Phú Thuận, Vinh Thanh, Vinh Hà, Phú Diên, Phú Mậu, Phú Thanh, Phú An, Phú Hồ, Phú Lương, Vinh Phú, Phú Dương.

#### Năm 2011: Nghị quyết số 99/NQ-CP
- Nghị quyết số 99/NQ-CP[50] ngày 15 tháng 11 năm 2011 của Chính phủ về việc thành lập thị xã Hương Trà và thành lập các phường thuộc thị xã Hương Trà, tỉnh Thừa Thiên Huế:

- Thị xã Hương Trà

1. Thành lập thị xã Hương Trà thuộc tỉnh Thừa Thiên Huế
  1. Thành lập thị xã Hương Trà trên cơ sở toàn bộ huyện Hương Trà.
  2. Thị xã Hương Trà có 51.853,4 ha diện tích tự nhiên và 118.354 nhân khẩu, có 16 đơn vị hành chính trực thuộc.
2. Thành lập các phường thuộc thị xã Hương Trà, tỉnh Thừa Thiên Huế
  1. Thành lập phường Tứ Hạ thuộc thị xã Hương Trà trên cơ sở toàn bộ thị trấn Tứ Hạ.
  2. Thành lập phường Hương Văn thuộc thị xã Hương Trà trên cơ sở toàn bộ xã Hương Văn.
  3. Thành lập phường Hương Xuân thuộc thị xã Hương Trà trên cơ sở toàn bộ xã Hương Xuân.
  4. Thành lập phường Hương Vân thuộc thị xã Hương Trà trên cơ sở toàn bộ xã Hương Vân.
  5. Thành lập phường Hương Chữ thuộc thị xã Hương Trà trên cơ sở toàn bộ xã Hương Chữ.
  6. Thành lập phường Hương An thuộc thị xã Hương Trà trên cơ sở toàn bộ xã Hương An.
  7. Thành lập phường Hương Hồ thuộc thị xã Hương Trà trên cơ sở toàn bộ xã Hương Hồ.
3. Sau khi thành lập thị xã Hương Trà và thành lập các phường thuộc thị xã Hương Trà:
  1. Thị xã Hương Trà có 51.853,4 ha diện tích tự nhiên và 118.354 nhân khẩu; có 16 đơn vị hành chính trực thuộc, bao gồm 7 phường: Tứ Hạ, Hương Văn, Hương Xuân, Hương Vân, Hương Chữ, Hương An, Hương Hồ và 9 xã: Hương Toàn, Hương Vinh, Hương Phong, Hải Dương, Hương Thọ, Bình Thành, Bình Điền, Hương Bình và Hồng Tiến.
  2. Tỉnh Thừa Thiên Huế có 503.320 ha diện tích tự nhiên và 1.122.770 nhân khẩu; có 9 đơn vị hành chính trực thuộc, bao gồm: thành phố Huế, 2 thị xã: Hương Thủy, Hương Trà và 6 huyện: Phong Điền, Quảng Điền, Phú Vang, Nam Đông, Phú Lộc, A Lưới.

#### Năm 2019: Nghị quyết số 31/NQ-CP
- Nghị quyết số 31/NQ-CP[51] ngày 13 tháng 5 năm 2019 của Chính phủ về việc xác định địa giới hành chính giữa tỉnh Thừa Thiên Huế và tỉnh Quảng Trị tại hai khu vực do lịch sử để lại:
- Tỉnh Thừa Thiên Huế, tỉnh Quảng Trị

1. Khu vực xã Hồng Thủy giáp ranh giữa xã Hồng Thủy, huyện A Lưới, tỉnh Thừa Thiên Huế và xã A Bung, huyện Đa Krông, tỉnh Quảng Trị nằm trên 06 mảnh bản đồ địa hình tỷ lệ 1:10.000, hệ tọa độ quốc gia VN-2000 do Bộ Tài nguyên và Môi trường xuất bản năm 2009 (kèm theo), có phiên hiệu là: E-48-95-A-c-2, E-48-95-A-c-1, E-48-95-A-a-3, E-48-95-A-a-4, E-48-95-A- b-3, E-48-95-A-b-1 đường địa giới hành chính được xác định khởi đầu từ đỉnh núi cao 1064,1m (trên biên giới Việt Nam - Lào) theo hướng Bắc - Tây Bắc đi theo khe, giữa suối Pa Ay đến giao điểm giữa suối Pa Ay và khe (phía Tây mỏm núi cao 365,5m) chuyển hướng Tây đi giữa khe rồi theo sống núi đến đỉnh cao 655,3m, chuyển hướng Tây Bắc theo sống núi qua các đỉnh cao 586,3m, 573,3m, đến đỉnh núi cao 544,1m chuyển hướng chính là hướng Tây, tiếp tục đi theo sống núi qua các đỉnh cao 455,8m, 426,5m, 344,9m gặp khe Ky Chom rồi chuyển hướng Bắc - Tây Bắc đi giữa khe Ky Chom gặp suối Pa Ay, chuyển hướng Tây - Tây Bắc đi theo suối Pa Ay gặp ngã ba suối (phía Tây Nam mỏm núi cao 308,4m), chuyển hướng Bắc - Đông Bắc đi giữa khe, theo sông núi qua đỉnh cao 494,9m rồi theo khe đến giữa sông Đa Krông theo hướng Đông Bắc đến cống thoát nước giữa thôn Tru Pỉ và thôn Cựp, chuyển hướng Bắc đi theo khe đến các đỉnh cao 356,9m, 453,5m, 526,6m, 559,0m, 558,2m đến mỏm núi (phía Đông Nam đỉnh cao 678,0m), chuyển hướng Đông Nam đi theo sông núi cắt qua sông Đa Krông gặp đường Hồ Chí Minh, theo hướng chung Đông Nam, đi giữa đường Hồ Chí Minh đến-đỉnh đèo Pê Ke, theo hướng Đông rồi hướng Bắc đi theo sống núi đến đỉnh cao 1404,0m (động Ca Cút).
2. Khu vực thôn Câu Nhi giáp ranh giữa các xã Phong Thu, Phong Mỹ, huyện Phong Điền, tỉnh Thừa Thiên Huế và các thôn Tân Lập xã Hải Ba, Phú Xuân B (Tân Xuân) xã Hải Xuân, Phú Kinh Phường xã Hải Hòa, Câu Nhi xã Hải Chánh, huyện Hải Lăng, tỉnh Quảng Trị nằm trên 02 mảnh bản đồ địa hình tỷ lệ 1:10.000, hệ tọa độ quốc gia VN-2000 do Bộ Tài nguyên và Môi trường xuất bản năm 2009 (kèm theo), có phiên hiệu là: E-48-83-D-c-1, E-48- 83-D-c-2, đường địa giới hành chính được xác định khởi đầu từ ngã ba địa giới 3 xã: xã Hải Chánh, huyện Hải Lăng, tỉnh Quảng Trị và xã Phong Thu, xã Phong Mỹ, huyện Phong Điền, tỉnh Thừa Thiên Huế, được đánh dấu trên thực địa bằng mốc bê tông ba mặt cấp xã có số hiệu (HC-PT-PM)3X.1 (tại đỉnh cao 35,9m), theo hướng Đông Nam và Đông Bắc đi theo sống núi, qua suối và qua các đỉnh cao 31,6m, 56,1m, 84,2m, 63,2m, 36,9m đến đầu khe, theo hướng Bắc - Tây Bắc và Đông Bắc đi theo chân đồi và ruộng lúa đến hồ Bàu Thuốc, chuyển hướng Đông đi giữa hồ Bàu Thuốc rồi chuyển hướng Tây Bắc và Đông - Đông Nam đi theo ranh giới giữa ruộng và khu dân cư đến Quốc lộ 1A, theo hướng Tây Bắc đi giữa Quốc lộ 1A rồi chuyển hướng Đông Bắc đi theo ranh giới khu dân cư đến mốc bê tông hai mặt (là điểm địa giới hai tỉnh đã thống nhất).
3. Căn cứ đường địa giới hành chính đã được xác định tại thực địa và trên bản đồ, Ủy ban nhân dân tỉnh Thừa Thiên Huế thực hiện bàn giao để tỉnh Quảng Trị quản lý toàn bộ hiện trạng sử dụng đất đai, tài sản gắn liền với đất và nhân khẩu, hộ khẩu của thôn Pire 1 (thôn 6) và thôn Pire 2 (thôn 7) thuộc xã Hồng Thủy, huyện A Lưới, tỉnh Thừa Thiên Huế. Đồng thời, Ủy ban nhân dân tỉnh Quảng Trị thực hiện bàn giao để tỉnh Thừa Thiên Huế quản lý toàn bộ hiện trạng sử dụng đất đai, tài sản gắn liền với đất và nhân khẩu, hộ khẩu của thôn Phú Xuân B (Tân Xuân) xã Hải Xuân và thôn Phú Kinh Phường xã Hải Hòa, huyện Hải Lăng, tỉnh Quảng Trị.

#### Năm 2019: Nghị quyết số 834/NQ-UBTVQH14
- Nghị quyết số 834/NQ-UBTVQH14[52] ngày 17 tháng 12 năm 2019 của Ủy ban Thường vụ Quốc hội về việc sắp xếp các đơn vị hành chính cấp xã thuộc tỉnh Thừa Thiên Huế:

- Thị xã Hương Trà

1. Thành lập xã Bình Tiến trên cơ sở nhập toàn bộ xã Hồng Tiến và xã Bình Điền.
2. Sau khi sắp xếp, thị xã Hương Trà có 15 đơn vị hành chính cấp xã, gồm 08 xã và 07 phường.

- Huyện Phú Lộc

1. Thành lập xã Giang Hải trên cơ sở nhập toàn bộ xã Vinh Hải và xã Vinh Giang.
2. Sau khi sắp xếp, huyện Phú Lộc có 17 đơn vị hành chính cấp xã, gồm 15 xã và 02 thị trấn.

- Huyện A Lưới

1. Thành lập xã Lâm Đớt trên cơ sở nhập toàn bộ xã A Đớt và Hương Lâm.
2. Thành lập xã Quảng Nhâm trên cơ sở nhập toàn bộ xã Hồng Quảng và xã Nhâm.
3. Thành lập xã Trung Sơn trên cơ sở nhập toàn bộ xã Bắc Sơn và xã Hồng Trung.
4. Sau khi sắp xếp, huyện A Lưới có 18 đơn vị hành chính cấp xã, gồm 17 xã và 01 thị trấn.

- Huyện Nam Đông

1. Thành lập xã Hương Xuân trên cơ sở nhập toàn bộ xã Hương Giang và Hương Hòa.
2. Sau khi sắp xếp, huyện Nam Đông có 10 đơn vị hành chính cấp xã, gồm 09 xã và 01 thị trấn.

- Huyện Phú Vang

1. Thành lập xã Phú Gia trên cơ sở nhập toàn bộ xã Vinh Phú và xã Vinh Thái.
2. Sau khi sắp xếp, huyện Phú Vang có 19 đơn vị hành chính cấp xã, gồm 17 xã và 02 thị trấn.
3. Tỉnh Thừa Thiên Huế có 09 đơn vị hành chính cấp huyện, gồm 06 huyện, 02 thị xã và 01 thành phố; 145 đơn vị hành chính cấp xã, gồm 98 xã, 39 phường và 08 thị trấn.

#### Năm 2021: Nghị quyết số 1264/NQ-UBTVQH14
- Nghị quyết số 1264/NQ-UBTVQH14[53] ngày 27 tháng 4 năm 2021 của Ủy ban Thường vụ Quốc hội về việc điều chỉnh địa giới hành chính các đơn vị hành chính cấp huyện và sắp xếp, thành lập các phường thuộc thành phố Huế, tỉnh Thừa Thiên Huế:

- Thành phố Huế

1. Thành lập phường Gia Hội trên cơ sở nhập toàn bộ phường Phú Cát và phường Phú Hiệp.
2. Nhập toàn bộ 0,62 km2 diện tích tự nhiên, quy mô dân số 10.016 người của phường Phú Bình vào phường Thuận Lộc.
3. Thành lập phường Đông Ba trên cơ sở nhập toàn bộ phường Phú Hòa và phường Thuận Thành.
4. Điều chỉnh 0,46 km2 diện tích tự nhiên, dân số 7.548 người của phường Phú Thuận vào phường Tây Lộc và nhập toàn bộ 0,80 km2 diện tích tự nhiên, dân số 4.926 người còn lại của phường Phú Thuận vào phường Thuận Hòa.
5. Sáp nhập toàn bộ diện tích và dân số của phường Phú Bình vào phường Thuận Lộc.

- Thị xã Hương Thủy, thị xã Hương Trà, huyện Phú Vang, thành phố Huế

1. Điều chỉnh toàn bộ xã Thủy Vân và xã Thủy Bằng thuộc thị xã Hương Thủy vào thành phố Huế.
  1. Sau khi điều chỉnh địa giới hành chính, thị xã Hương Thủy có 426,96 km2 diện tích tự nhiên và quy mô dân số 95.299 người; có 10 đơn vị hành chính cấp xã, gồm 05 phường và 05 xã.
2. Điều chỉnh toàn bộ phường Hương Hồ, phường Hương An, xã Hương Thọ, xã Hương Phong, xã Hương Vinh và xã Hải Dương thuộc thị xã Hương Trà vào thành phố Huế.
  1. Sau khi điều chỉnh địa giới hành chính, thị xã Hương Trà có 392,32 km2 diện tích tự nhiên và quy mô dân số 72.677 người; có 09 đơn vị hành chính cấp xã, gồm 05 phường và 04 xã.
3. Điều chỉnh toàn bộ xã Phú Thượng, xã Phú Dương, xã Phú Mậu, xã Phú Thanh và thị trấn Thuận An thuộc huyện Phú Vang vào thành phố Huế.
  1. Sau khi điều chỉnh địa giới hành chính, huyện Phú Vang có 235,39 km2 diện tích tự nhiên và quy mô dân số 137.962 người; có 14 đơn vị hành chính cấp xã, gồm 13 xã và 01 thị trấn.

- Thành phố Huế

1. Thành lập các phường thuộc thành phố Huế, tỉnh Thừa Thiên Huế
  1. Thành lập phường Hương Vinh trên cơ sở toàn bộ xã Hương Vinh.
  2. Thành lập phường Thủy Vân trên cơ sở toàn bộ xã Thủy Vân.
  3. Thành lập phường Phú Thượng trên cơ sở toàn bộ xã Phú Thượng.
  4. Thành lập phường Thuận An trên cơ sở toàn bộ thị trấn Thuận An.
2. Sau khi điều chỉnh địa giới hành chính và sắp xếp, thành lập các phường, thành phố Huế có 265,99 km2 diện tích tự nhiên và quy mô dân số 652.572 người; có 36 đơn vị hành chính cấp xã, gồm 29 phường và 07 xã.
3. Tỉnh Thừa Thiên Huế có 09 đơn vị hành chính cấp huyện, gồm 06 huyện, 02 thị xã và 01 thành phố; 141 đơn vị hành chính cấp xã, gồm 95 xã, 39 phường và 07 thị trấn.

#### Năm 2024: Nghị quyết số 144/NQ-CP
- Nghị quyết số 144/NQ-CP[54] ngày 18 tháng 9 năm 2024 của Chính phủ về việc xác định địa giới đơn vị hành chính giữa tỉnh Thừa Thiên Huế và thành phố Đà Nẵng do lịch sử để lại:

Tỉnh Thừa Thiên Huế, thành phố Đà Nẵng:
1. Đường địa giới giữa tỉnh Thừa Thiên Huế và thành phố Đà Nẵng tại khu vực núi Hải Vân và hòn Sơn Chà giáp ranh giữa thị trấn Lăng Cô, huyện Phú Lộc, tỉnh Thừa Thiên Huế và phường Hòa Hiệp Bắc, quận Liên Chiểu, thành phố Đà Nẵng nằm trên 02 mảnh bản đồ địa hình hệ tọa độ quốc gia VN-2000, tỷ lệ 1:10.000 do Bộ Tài nguyên và Môi trường thành lập năm 2009, có phiên hiệu là E-49-85-C-b-1 và E-49-85-C-b-2 (bản đồ kèm theo); đường địa giới được xác định từ đỉnh cao 691,5 m (là điểm địa giới đã được hai tỉnh, thành phố thống nhất), theo hướng chung Đông Bắc, đường địa giới đi theo sống núi, qua các đỉnh cao 241,4 m; 341,8 m; 360,5 m đến đỉnh cao 295,3 m; chuyển hướng Đông - Đông Nam, sau chuyển hướng Đông - Đông Bắc, đường địa giới đi theo sống núi, qua các đỉnh cao 253,9 m; 207,2 m; 196,0 m; 246,7 m; 256,3 m; 257,8 m; 256,3 m và tiếp tục đi theo sống núi đến mũi Cửa Khẻm, ra Biển Đông.
2. Hòn Sơn Chà giao thành phố Đà Nẵng quản lý.

### Thành phốHuế

#### Năm 2024: Nghị quyết số 175/2024/QH15
- Nghị quyết số 175/2024/QH15[55] ngày 30 tháng 11 năm 2024 của Quốc hội về việc thành lập thành phố Huế là thành phố trực thuộc trung ương:
- Tỉnh Thừa Thiên Huế, thành phố Huế

1. Thành lập thành phố Huế là thành phố trực thuộc trung ương trên cơ sở toàn bộ diện tích tự nhiên là 4.947,11 km2 và quy mô dân số là 1.236.393 người của tỉnh Thừa Thiên Huế.

#### Năm 2024: Nghị quyết số 1314/NQ-UBTVQH15
- Nghị quyết số 1314/NQ-UBTVQH15[56] ngày 30 tháng 11 năm 2024 của Ủy ban Thường vụ Quốc hội về việc sắp xếp đơn vị hành chính cấp huyện, cấp xã của thành phố Huế giai đoạn 2023 - 2025:

- Thành phố Huế

1. Thành lập phường Long Hồ trên cơ sở toàn bộ xã Hương Thọ và phường Hương Hồ.
2. Thành lập phường Thuận An trên cơ sở toàn bộ xã Hải Dương và phường Thuận An.
3. Thành lập phường Dương Nỗ trên cơ sở toàn bộ xã Phú Dương, xã Phú Mậu và xã Phú Thanh.
4. Thành lập phường Thủy Bằng trên cơ sở toàn bộ xã Thủy Bằng.
5. Thành lập phường Hương Phong trên cơ sở toàn bộ xã Hương Phong.

- Thành phố Huế, quận Phú Xuân, quận Thuận Hóa

1. Thành lập quận Phú Xuân trên cơ sở 127,05 km2 và quy mô dân số là 203.142 người của thành phố Huế, tỉnh Thừa Thiên Huế.
2. Quận Phú Xuân có 13 phường, gồm: An Hòa, Đông Ba, Gia Hội, Hương An, Hương Long, Hương Sơ, Hương Vinh, Kim Long, Long Hồ, Phú Hậu, Tây Lộc, Thuận Hòa, Thuận Lộc.
3. Thành lập quận Thuận Hóa trên cơ sở toàn bộ 139,41 km2 diện tích tự nhiên và quy mô dân số là 297.507 người của thành phố Huế, tỉnh Thừa Thiên Huế sau khi điều chỉnh.
4. Quận Thuận Hóa có 19 phường: An Cựu, An Đông, An Tây, Dương Nỗ, Hương Phong, Phú Hội, Phú Nhuận, Phú Thượng, Phường Đúc, Phước Vĩnh, Thuận An, Thủy Bằng, Thủy Biều, Thủy Vân, Thủy Xuân, Trường An, Vĩnh Ninh, Vỹ Dạ, Xuân Phú.

- Thị xã Phong Điền

1. Thành lập thị xã Phong Điền trên cơ sở toàn bộ huyện Phong Điền.
2. Thành lập các phường và sắp xếp các đơn vị hành chính cấp xã thuộc thị xã Phong Điền như sau:
  1. Thành lập phường Phong Thu trên cơ sở toàn bộ thị trấn Phong Điền và xã Phong Thu.
  2. Thành lập phường Phong Hải trên cơ sở toàn bộ xã Điền Hải và xã Phong Hải.
  3. Thành lập phường Phong Phú trên cơ sở toàn bộ xã Điền Lộc và xã Điền Hòa.
  4. Thành lập phường Phong An trên cơ sở toàn bộ xã Phong An.
  5. Thành lập phường Phong Hiền trên cơ sở toàn bộ xã Phong Hiền.
  6. Thành lập phường Phong Hòa trên cơ sở toàn bộ xã Phong Hòa.
  7. Thành lập xã Phong Thạnh trên cơ sở toàn bộ xã Điền Hương và xã Điền Môn.
3. Sau khi thành lập, thị xã Phong Điền có 12 đơn vị hành chính cấp xã, bao gồm 06 phường: Phong An, Phong Hải, Phong Hiền, Phong Hòa, Phong Phú, Phong Thu và 06 xã: Phong Bình, Phong Chương, Phong Mỹ, Phong Sơn, Phong Thạnh, Phong Xuân.

- Huyện Nam Đông, huyện Phú Lộc

1. Nhập toàn bộ huyện Nam Đông vào huyện Phú Lộc.
2. Thành lập thị trấn Lộc Sơn thuộc huyện Phú Lộc trên cơ sở toàn bộ xã Lộc Sơn.
3. Sau khi sắp xếp và thành lập thị trấn, huyện Phú Lộc có 27 đơn vị hành chính cấp xã, bao gồm 23 xã: Giang Hải, Hương Hữu, Hương Lộc, Hương Phú, Hương Sơn, Hương Xuân, Lộc An, Lộc Bình, Lộc Bổn, Lộc Điền, Lộc Hòa, Lộc Thủy, Lộc Tiến, Lộc Trì, Lộc Vĩnh, Thượng Long, Thượng Lộ, Thượng Nhật, Thượng Quảng, Vinh Hiền, Vinh Hưng, Vinh Mỹ, Xuân Lộc và 4 thị trấn: Khe Tre, Lăng Cô, Lộc Sơn, Phú Lộc.
4. Thành phố Huế có 09 đơn vị hành chính cấp huyện, gồm 04 huyện, 03 thị xã và 02 quận; 133 đơn vị hành chính cấp xã, gồm 48 phường, 78 xã và 07 thị trấn.

| Đơn vị hành chính của thành phố Huế (tính đến ngày 16 tháng 6 năm 2025) | Đơn vị hành chính của thành phố Huế (tính đến ngày 16 tháng 6 năm 2025) | Đơn vị hành chính của thành phố Huế (tính đến ngày 16 tháng 6 năm 2025) |
| Số thứ tự                                                               | Đơn vị hành chính cấp huyện                                             | Đơn vị hành chính cấp xã |
| ----------------------------------------------------------------------- | ----------------------------------------------------------------------- | --- |
| 1                                                                       | Quận Phú Xuân                                                           | 13 phường: An Hòa, Đông Ba, Gia Hội, Hương An, Hương Long, Hương Sơ, Hương Vinh, Long Hồ, Kim Long, Phú Hậu, Thuận Hòa, Thuận Lộc, Tây Lộc |
| 2                                                                       | Quận Thuận Hóa                                                          | 19 phường: An Cựu, An Đông, An Tây, Dương Nỗ, Hương Phong, Phú Hội, Phú Nhuận, Phú Thượng, Phước Vĩnh, Phường Đúc, Thuận An, Thủy Bằng, Thủy Biều, Thủy Vân, Thủy Xuân, Trường An, Vĩnh Ninh, Vỹ Dạ, Xuân Phú                                                                                               |
| 3                                                                       | Thị xã Hương Thủy                                                       | 5 phường: Phú Bài, Thủy Châu, Thủy Dương, Thủy Lương, Thủy Phương và 5 xã: Dương Hoà, Phú Sơn, Thủy Phù, Thủy Tân, Thủy Thanh |
| 4                                                                       | Thị xã Hương Trà                                                        | 5 phường: Hương Chữ, Hương Văn, Hương Vân, Hương Xuân, Tứ Hạ và 4 xã: Bình Thành, Bình Tiến, Hương Bình, Hương Toàn |
| 5                                                                       | Thị xã Phong Điền                                                       | 6 phường: Phong An, Phong Hải, Phong Hiền, Phong Hòa, Phong Phú, Phong Thu và 6 xã: Phong Bình, Phong Chương, Phong Mỹ, Phong Sơn, Phong Thạnh, Phong Xuân |
| 6                                                                       | Huyện A Lưới                                                            | Thị trấn A Lưới và 17 xã: A Ngo, A Roàng, Đông Sơn, Hồng Bắc, Hồng Hạ, Hồng Kim, Hồng Thái, Hồng Thượng, Hồng Thủy, Hồng Vân, Hương Nguyên, Hương Phong, Lâm Đớt, Phú Vinh, Quảng Nhâm, Sơn Thủy, Trung Sơn                                                                                                 |
| 7                                                                       | Huyện Phú Lộc                                                           | 4 thị trấn: Lăng Cô, Khe Tre, Lộc Sơn, Phú Lộc và 23 xã: Giang Hải, Hương Hữu, Hương Lộc, Hương Phú, Hương Sơn, Hương Xuân, Lộc An, Lộc Bình, Lộc Bổn, Lộc Điền, Lộc Hòa, Lộc Thủy, Lộc Tiến, Lộc Trì, Lộc Vĩnh, Vinh Hiền, Thượng Lộ, Thượng Long, Thượng Nhật, Thượng Quảng, Vinh Hưng, Vinh Mỹ, Xuân Lộc |
| 8                                                                       | Huyện Phú Vang                                                          | Thị trấn Phú Đa và 13 xã: Phú An, Phú Diên, Phú Gia, Phú Hải, Phú Hồ, Phú Lương, Phú Mỹ, Phú Thuận, Phú Xuân, Vinh An, Vinh Hà, Vinh Thanh, Vinh Xuân |
| 9                                                                       | Huyện Quảng Điền                                                        | Thị trấn Sịa và 10 xã: Quảng An, Quảng Công, Quảng Lợi, Quảng Ngạn, Quảng Phú, Quảng Phước, Quảng Thái, Quảng Thành, Quảng Thọ, Quảng Vinh |
| Tổng cộng                                                               | 09 đơn vị hành chính cấp huyện, gồm 04 huyện, 03 thị xã và 02 quận      | 133 đơn vị hành chính cấp xã, gồm 48 phường, 78 xã và 07 thị trấn |

Các đơn vị hành chính trực thuộc trước ngày 16 tháng 6 năm 2025
Thành phố Huế có 9 đơn vị hành chính cấp huyện, bao gồm: 2 quận, 3 thị xã và 4 huyện; 133 đơn vị hành chính cấp xã, bao gồm 48 phường, 7 thị trấn và 78 xã.
| \| Tên \| Diện tích năm 2023 (km²) \| Dân số năm 2023 (người) \| Mật độ dân số (người/km²) \| Năm thành lập \| Hành chính \| \| \| ---------- \| ------------------------ \| ----------------------- \| ------------------------- \| ------------- \| ----------------- \| \| \| Quận (2) \| \| \| \| \| \| \| \| Phú Xuân \| 127,05 \| 203.142 \| 1.598 \| 2025 \| 13 phường \| \| \| Thuận Hóa \| 139,41 \| 297.507 \| 2.134 \| 2025 \| 19 phường \| \| \| Thị xã (3) \| \| \| \| \| \| \| \| Hương Thủy \| 427,48 \| 103.975 \| 243 \| 2010 \| 5 phường, 5 xã \| \| \| Hương Trà \| 392,57 \| 70.242 \| 178 \| 2011 \| 5 phường, 4 xã \| \| \| Phong Điền \| 945,66 \| 105.597 \| 111 \| 2025 \| 6 phường, 6 xã \| \| \| Huyện (4) \| \| \| \| \| \| \| \| A Lưới \| 1.148,50 \| 50.241 \| 43 \| \| 1 thị trấn, 17 xã \| \| \| Phú Lộc \| 1.368,23 \| 180.606 \| 131 \| \| 4 thị trấn, 23 xã \| \| \| Phú Vang \| 235,31 \| 130.743 \| 555 \| \| 1 thị trấn, 13 xã \| \| \| Quảng Điền \| 162,89 \| 94.340 \| 579 \| \| 1 thị trấn, 10 xã \| \| |                          |                         |                           |               |                   |  |
| Tên | Diện tích năm 2023 (km²) | Dân số năm 2023 (người) | Mật độ dân số (người/km²) | Năm thành lập | Hành chính        |  |
| Quận (2) |                          |                         |                           |               |                   |  |
| Phú Xuân | 127,05                   | 203.142                 | 1.598                     | 2025          | 13 phường         |  |
| Thuận Hóa | 139,41                   | 297.507                 | 2.134                     | 2025          | 19 phường         |  |
| Thị xã (3) |                          |                         |                           |               |                   |  |
| Hương Thủy | 427,48                   | 103.975                 | 243                       | 2010          | 5 phường, 5 xã    |  |
| Hương Trà | 392,57                   | 70.242                  | 178                       | 2011          | 5 phường, 4 xã    |  |
| Phong Điền | 945,66                   | 105.597                 | 111                       | 2025          | 6 phường, 6 xã    |  |
| Huyện (4) |                          |                         |                           |               |                   |  |
| A Lưới | 1.148,50                 | 50.241                  | 43                        |               | 1 thị trấn, 17 xã |  |
| Phú Lộc | 1.368,23                 | 180.606                 | 131                       |               | 4 thị trấn, 23 xã |  |
| Phú Vang | 235,31                   | 130.743                 | 555                       |               | 1 thị trấn, 13 xã |  |
| Quảng Điền | 162,89                   | 94.340                  | 579                       |               | 1 thị trấn, 10 xã |  |

## Giai đoạn 2025 - nay

### Năm 2025: Nghị quyết số 203/2025/QH15
- Ngày 16 tháng 6 năm 2025, Quốc hội ban hành Nghị quyết số 203/2025/QH15[57] về việc sửa đổi, bổ sung một số điều của Hiến pháp nước Cộng hòa Xã hội chủ nghĩa Việt Nam. Theo đó, kết thúc hoạt động của các đơn vị hành chính cấp huyện trong cả nước từ ngày 01 tháng 7 năm 2025. Toàn bộ các đơn vị hành chính cấp huyện tại thành phố Huế được giải thể.

### Năm 2025: Nghị quyết số 1675/NQ-UBTVQH15
- Nghị quyết số 1675/NQ-UBTVQH15[58] ngày 16 tháng 6 năm 2025 của Ủy ban Thường vụ Quốc hội về việc sắp xếp đơn vị hành chính cấp xã của thành phố Huế năm 2025:
- Thành phố Huế

1. Thành lập phường Phong Điền trên cơ sở toàn bộ phường Phong Thu, xã Phong Mỹ và xã Phong Xuân thuộc thị xã Phong Điền.
2. Thành lập phường Phong Thái trên cơ sở toàn bộ phường Phong An, phường Phong Hiền và xã Phong Sơn thuộc thị xã Phong Điền.
3. Thành lập phường Phong Dinh trên cơ sở toàn bộ phường Phong Hòa, xã Phong Bình và xã Phong Chương thuộc thị xã Phong Điền.
4. Thành lập phường Phong Phú trên cơ sở toàn bộ phường Phong Phú và xã Phong Thạnh thuộc thị xã Phong Điền.
5. Thành lập phường Phong Quảng trên cơ sở toàn bộ phường Phong Hải thuộc thị xã Phong Điền và toàn bộ xã Quảng Công, xã Quảng Ngạn thuộc huyện Quảng Điền.
6. Thành lập phường Hương Trà trên cơ sở toàn bộ phường Tứ Hạ, phường Hương Văn và phường Hương Vân thuộc thị xã Hương Trà.
7. Thành lập phường Kim Trà trên cơ sở toàn bộ phường Hương Xuân, phường Hương Chữ và xã Hương Toàn thuộc thị xã Hương Trà.
8. Thành lập phường Kim Long trên cơ sở toàn bộ phường Long Hồ, phường Hương Long và phường Kim Long thuộc quận Phú Xuân.
9. Thành lập phường Hương An trên cơ sở toàn bộ phường An Hòa, phường Hương Sơ và phường Hương An thuộc quận Phú Xuân.
10. Thành lập phường Phú Xuân trên cơ sở toàn bộ phường Gia Hội, phường Phú Hậu, phường Tây Lộc, phường Thuận Lộc, phường Thuận Hòa và phường Đông Ba thuộc quận Phú Xuân.
11. Thành lập phường Thuận An trên cơ sở toàn bộ phường Thuận An thuộc quận Thuận Hóa và toàn bộ xã Phú Hải, xã Phú Thuận thuộc huyện Phú Vang.
12. Thành lập phường Hóa Châu trên cơ sở toàn bộ phường Hương Phong thuộc quận Thuận Hóa, phường Hương Vinh thuộc quận Phú Xuân và xã Quảng Thành thuộc huyện Quảng Điền.
13. Thành lập phường Mỹ Thượng trên cơ sở toàn bộ phường Phú Thượng thuộc quận Thuận Hóa và toàn bộ xã Phú An, xã Phú Mỹ thuộc huyện Phú Vang.
14. Thành lập phường Vỹ Dạ trên cơ sở toàn bộ phường Thủy Vân, phường Xuân Phú và phường Vỹ Dạ thuộc quận Thuận Hóa.
15. Thành lập phường Thuận Hóa trên cơ sở toàn bộ phường Phú Hội, phường Phú Nhuận, phường Phường Đúc, phường Vĩnh Ninh, phường Phước Vĩnh và phường Trường An thuộc quận Thuận Hóa.
16. Thành lập phường An Cựu trên cơ sở toàn bộ phường An Đông, phường An Tây và phường An Cựu thuộc quận Thuận Hóa.
17. Thành lập phường Thủy Xuân trên cơ sở toàn bộ phường Thủy Biều, pường Thủy Bằng và phường Thủy Xuân thuộc quận Thuận Hóa.
18. Thành lập phường Thanh Thủy trên cơ sở toàn bộ phường Thủy Dương, phường Thủy Phương và xã Thủy Thanh thuộc thị xã Hương Thủy.
19. Thành lập phường Hương Thủy trên cơ sở toàn bộ phường Thủy Lương, phường Thủy Châu và xã Thủy Tân thuộc thị xã Hương Thủy.
20. Thành lập phường Phú Bài trên cơ sở toàn bộ phường Phú Bài, xã Thủy Phù, xã Phú Sơn và xã Dương Hòa thuộc thị xã Hương Thủy.
21. Thành lập xã Đan Điền trên cơ sở toàn bộ xã Quảng Thái, xã Quảng Lợi, xã Quảng Vinh và xã Quảng Phú thuộc huyện Quảng Điền.
22. Thành lập xã Quảng Điền trên cơ sở toàn bộ thị trấn Sịa, xã Quảng Phước, xã Quảng An và xã Quảng Thọ thuộc huyện Quảng Điền.
23. Thành lập xã Bình Điền trên cơ sở toàn bộ xã Hương Bình, xã Bình Thành và xã Bình Tiến thuộc thị xã Hương Trà.
24. Thành lập xã Phú Vinh trên cơ sở toàn bộ xã Phú Diên, xã Vinh Xuân, xã Vinh An và xã Vinh Thanh thuộc huyện Phú Vang.
25. Thành lập xã Phú Hồ trên cơ sở toàn bộ xã Phú Xuân, xã Phú Lương và xã Phú Hồ thuộc huyện Phú Vang.
26. Thành lập xã Phú Vang trên cơ sở toàn bộ thị trấn Phú Đa, xã Phú Gia và xã Vinh Hà thuộc huyện Phú Vang.
27. Thành lập xã Vinh Lộc trên cơ sở toàn bộ xã Vinh Hưng, xã Vinh Mỹ, xã Giang Hải và xã Vinh Hiền thuộc huyện Phú Lộc.
28. Thành lập xã Hưng Lộc trên cơ sở toàn bộ thị trấn Lộc Sơn, xã Lộc Bổn và xã Xuân Lộc thuộc huyện Phú Lộc.
29. Thành lập xã Lộc An trên cơ sở toàn bộ xã Lộc Hòa, xã Lộc Điền và xã Lộc An thuộc huyện Phú Lộc.
30. Thành lập xã Phú Lộc trên cơ sở toàn bộ thị trấn Phú Lộc, xã Lộc Trì và xã Lộc Bình thuộc huyện Phú Lộc.
31. Thành lập xã Chân Mây - Lăng Cô trên cơ sở toàn bộ thị trấn Lăng Cô, xã Lộc Tiến, xã Lộc Vĩnh và xã Lộc Thủy thuộc huyện Phú Lộc.
32. Thành lập xã Long Quảng trên cơ sở toàn bộ xã Thượng Quảng, xã Thượng Long và xã Hương Hữu thuộc huyện Phú Lộc.
33. Thành lập xã Nam Đông trên cơ sở toàn bộ xã Hương Xuân, xã Thượng Nhật và xã Hương Sơn thuộc huyện Phú Lộc.
34. Thành lập xã Khe Tre trên cơ sở toàn bộ thị trấn Khe Tre, xã Hương Phú, xã Hương Lộc và xã Thượng Lộ thuộc huyện Phú Lộc.
35. Thành lập xã A Lưới 1 trên cơ sở toàn bộ xã Hồng Thủy, xã Hồng Vân, xã Trung Sơn và xã Hồng Kim thuộc huyện A Lưới.
36. Thành lập xã A Lưới 2 trên cơ sở toàn bộ thị trấn A Lưới, xã Hồng Bắc, xã Quảng Nhâm và xã A Ngo thuộc huyện A Lưới.
37. Thành lập xã A Lưới 3 trên cơ sở toàn bộ xã Sơn Thủy, xã Hồng Thượng, xã Phú Vinh và xã Hồng Thái thuộc huyện A Lưới.
38. Thành lập xã A Lưới 4 trên cơ sở toàn bộ xã Hương Phong, xã A Roàng, xã Đông Sơn và xã Lâm Đớt thuộc huyện A Lưới.
39. Thành lập xã A Lưới 5 trên cơ sở toàn bộ xã Hương Nguyên và xã Hồng Hạ thuộc huyện A Lưới.
40. Giữ nguyên phường Dương Nỗ thuộc quận Thuận Hóa.
41. Sau khi sắp xếp, thành phố Huế có 40 đơn vị hành chính cấp xã, gồm 21 phường và 19 xã; trong đó có 20 phường, 19 xã hình thành sau sắp xếp và 01 phường không thực hiện sắp xếp là phường Dương Nỗ.